# Демчог Вадим Вікторович
Вадим Вікторович Демчог (рос. Вадим Викторович Демчог; народ. 13 березня 1963, Нарва, Естонська РСР) — російський актор театру і кіно.

## Біографія
Народився 13 березня 1963 року в Нарві.
З 4 років грав у ляльковому театрі місцевого Палацу піонерів. Потім прийшов у Народний театр під керівництвом Юрія Михальова, (нині театр «Ilmarine»). У 1984 році закінчив СПбДАТМ, клас професора Зіновія Корогодського.
З 1987 року експериментує в різних театральних командах, багато подорожує, зустрічається з представниками різних експериментальних напрямів, відвідує театральні семінари і конференції, бере участь у різних міжнародних фестивалях, з 2001 року активно викладає. Працював у Невеликому драматичному театрі Санкт-Петербурга, був актором Московського ТЮГу. З 1992 року працював на радіо, спочатку на Європа+ в Петербурзі, з 2003 року на радіо "Срібний дощ".
Регулярно з'являється в кіно (одна з останніх робіт — роль святого Валентина в д/ф «Таємниці Любові»)
Актор і режисер театру «Територія Гри»
Озвучував мультиплікаційного Містера Фрімена у перших серіях.
Також існує думка в рунеті про те, що популярного божевільного Френкі теж озвучує Вадим Демчог, однак і цей факт не був підтверджений ні творцями популярного шоу на радіостанції «Срібний дощ», ні самим автором. 
Продовженням шоу "божевільного Френкі" є шоу "Оттуда" (http://www.ottuda.ru/ [Архівовано 4 червня 2013 у Wayback Machine.]), автори якого не приховують участь Вадима. "Оттуда" як і "Френкі" виходить на радіо Маяк.

## Визнання і нагороди
Нагорода фестивалю «Різдвяний парад» 2001 року за найкращу чоловічу роль (Маню з вистави «Оркестр»)

## Творчість
Актор і режисер театру та кіно, трансперсональний психолог, автор книги «Самоосвобождающаяся игра» (2004).

### Фільмографія
- 2002 — Агентство НЛС-2 — Гаврік
- 2004 — Віола Тараканова. У світі злочинних пристрастей — Слава
- 2004 — Сестри — Юлій
- 2005 — Аеропорт — Михайло Юсупов
- 2005 — Золоте теля — голова виконкому
- 2005 — Мисливці за іконами — Аркашка
- 2005 — Щасливий
- 2005 — Танцюють всі! — Саша
- 2005 — Фаворит — Олександр Суворов
- 2005 — Студенти —викладач Адольф Рувімович Шац
- 2006 — Жінка Сталіна
- 2006 — Контора — Діма\Павло I
- 2006 — Викрадення
- 2006 — Хробак — Дон Мук
- 2007 — Фальшивомонетники
- 2008 — Чотири віки любові — Володимир Сергійович Толмачов
- 2009 — Виклик — Корчевський
- 2009 — Таємниці кохання — Святий Валентин
- 2010 — Інтерни — лікар-венеролог Іван Натанович Купітман
- 2012 — День вчителя — Корчевський

#### Озвучування
- 2009 — «Mr. Freeman» — містер Фримен (усі випуски)[2].